# Боселли, Орфео
Орфео Боселли, Бозелли или Босселли (итал. Orfeo Boselli, Bosselli; 1597, Рим — 23 сентября 1667, Рим) — итальянский скульптор «барочно-классицизирующего направления». Работал в Риме. Как и у большинства римских скульпторов XVI—XVIII веков, значительная часть его работы заключалась в восстановлении и дополнении утраченных частей древнеримских скульптур по заказам меценатов и коллекционеров.

## Биография
Боселли был учеником Франсуа Дюкенуа, чья «классицистическая греческая манера» (maniera classicista greca) была противоположностью манере ведущего скульптора итальянского барокко Джан Лоренцо Бернини. В собственном творчестве он был близок к тому, что считалось «греческой манерой» в римском кружке Дюкенуа, в который он входил.
Боселли был членом престижной Академии Святого Луки в Риме и её председателем (рrincipe) с 1667 года до своей смерти 23 сентября того же года.
Босселли известен как автор трактата «Наблюдения за древней скульптурой» (Osservationi della Scoltura antica). Рукопись, не опубликованная до 1939 года и известная только историкам искусства, была написана им в 1650-х годах. Она хранится в библиотеке Академии деи Линчеи в Палаццо Корсини в Риме (Biblioteca dell’Accademia Nazionale dei Lincei e Corsiniana). Трактат, очевидно, представляет собой компендиум лекций, которые Боселли читал в Академии, и отражает его преклонение перед искусством античности. Основное внимание автор уделил искусству пропорций и драпировки фигур в античной скульптуре. В последующие два столетия трактат имел такой успех, что в 1791 году феррарский художник Джованни Маси создал его рукописную копию.
Трактат Босселли существует также в виде ограниченного факсимильного издания оригинальной итальянской рукописи 1650 года, выпущенного в 1978 году. Этот проект осуществлён с помощью набора (расшифровки) оригинального итальянского текста средствами программного обеспечения.
В 1642—1643 годах Орфео Боселли создал мраморные скульптуры по рисункам Мартино Лонги Младшего для главного алтаря церкви Сан-Карло-аи-Катинари в Риме. Среди скульптур, отреставрированных Боселли, он сам упоминает в своём трактате «Колонну Клавдия» (Claudio Colonna), которая находится в музее Прадо в Мадриде.